# مارتین لاندو

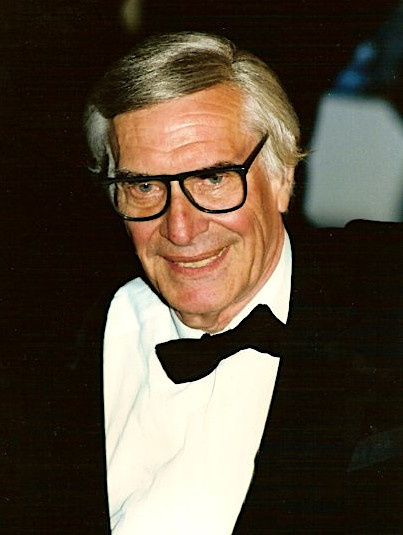
لاندو در جشنواره فیلم کن ۱۹۹۶

مارتین لاندو، (به انگلیسی: Martin Landau)، (زادهٔ ۲۰ ژوئن ۱۹۲۸ – درگذشته ۱۵ ژوئیه ۲۰۱۷) بازیگر و تهیه‌کننده اهل آمریکا بود.
وی فعالیت خود را در دههٔ ۱۹۵۰ آغاز کرد. از اولین حضورش بر پردهٔ سینما، می‌توان به بازی در نقش مکمل فیلم شمال از شمال غربی آلفرد هیچکاک اشاره کرد.
از دیگر فیلم‌ها یا برنامه‌های تلویزیونی که وی در آن نقش داشته است می‌توان به معشوقه، مینی‌سریال در آغاز و مأموریت: غیرممکن اشاره کرد.
در تلویزیون نیز حضور مداوم وی در سریال تلویزیونی فضا: ۱۹۹۹، باعث دریافت چندین عنوان نامزدی جایزهٔ امی برای او شد.
حضور مارتین لاندو در در سال ۱۹۸۸ در فیلم تاکر: مردی در رویاهای خود، علاوه بر اولین نامزدی اسکار، دریافت گوی طلایی نقش مکمل مرد از مراسم گلدن گلوب را نیز به‌عنوان اولین جایزهٔ سینمایی برای وی دربرداشت. نامزدی بعدی اسکار مارتین لاندو متعلق به حضورش در فیلم جنایت و جنحه ساختهٔ وودی آلن بود. سرانجام، بازی لاندو در نقش بلا لاگوسی در فیلم اد وود ساختهٔ تیم برتون، علاوه بر جایزه گلدن گلوب، وی را صاحب جایزه اسکار کرد. همچنین، وی برای بازی در این فیلم نامزد جایزهٔ بفتا نیز شد.
او همچنین در فیلم جنایت در هالیوود، اد تی‌وی و تقاطع بازی کرده است.

## گزیده فیلمشناسی
از فیلم‌ها یا برنامه‌های تلویزیونی که وی در آن نقش داشته است می‌توان به آثار زیر اشاره کرد.
- دود اسلحه (۱۹۵۸)
- شمال از شمال غربی (۱۹۵۹)
- منطقه نیمه‌روشن (۱۹۵۹)
- جانی رینگو (مجموعه تلویزیونی) (۱۹۶۰)
- بونانزا (۱۹۶۱)
- کلئوپاترا (۱۹۶۳)
- سفرهای جیمی مک‌فیترز (۱۹۶۳)
- آقای نواک (۱۹۶۳)
- آلفرد هیچکاک تقدیم می‌کند (۱۹۶۴)
- بزرگ‌ترین داستان عالم (۱۹۶۵)
- نوادا اسمیت (۱۹۶۶)
- مأموریت: غیرممکن (۱۹۶۹–۱۹۶۶)
- ستوان کلمبو (۱۹۷۳)
- فضا: ۱۹۹۹ (۱۹۷۷–۱۹۷۵)
- سایه‌های ناآشنا در اتاقی خالی (۱۹۷۶)
- شهاب‌وار (۱۹۷۹)
- سقوط خانه آشر (۱۹۷۹)
- منطقه نیمه‌روشن (سری تلویزیونی) (۱۹۸۵)
- تنها در تاریکی (۱۹۸۲)
- جزیره گنج (۱۹۸۵)
- چرخند (۱۹۸۷)
- آلفرد هیچکاک تقدیم می‌کند (مجموعه تلویزیونی) (۱۹۸۷)
- تاکر: مردی در رویاهای خود (۱۹۸۸)
- جنایت و جنحه (۱۹۸۹)
- معشوقه (۱۹۹۲)
- آسمان‌خراش (۱۹۹۳)
- جایی برای پنهان شدن نیست (۱۹۹۳)
- تقاطع (۱۹۹۴)
- اد وود (۱۹۹۴)
- یوسف (۱۹۹۵)
- تالار شهر (۱۹۹۶)
- ماجراهای پینوکیو (۱۹۹۶)
- بی.ای.پی.اس (۱۹۹۷)
- پرونده‌های مجهول (۱۹۹۸)
- راندرز (۱۹۹۸)
- اد تی‌وی (۱۹۹۹)
- ماجراهای جدید پینوکیو (۱۹۹۹)
- اسلیپی هالو (۱۹۹۹)
- در آغاز (۲۰۰۰)
- مجستیک (۲۰۰۱)
- جنایت در هالیوود (۲۰۰۳)
- مدرک (مجموعه تلویزیونی) (۲۰۰۶)
- دارودسته (مجموعه تلویزیونی) (۲۰۰۸–۲۰۰۶)
- داوید و فاطمه (۲۰۰۸)
- شهر اخگر (۲۰۰۸)
- ۹ (۲۰۰۹)
- سیمپسون‌ها (۲۰۱۱)
- فرنکن‌وینی (۲۰۱۲)
- دارودسته (۲۰۱۵)
- عشق آنتوشا (۲۰۱۹)